# Ocaña (Kolumbien)
Ocaña ist eine Gemeinde (municipio) im Departamento Norte de Santander in Kolumbien. Ocaña ist der Sitz des Bistums Ocaña, das 1962 zum Bistum erhoben wurde.

## Geographie
Ocaña liegt in Norte de Santander, in der Region Occidente, 203 km von Cúcuta und 229 km von Bucaramanga entfernt auf einer Höhe von 1202 m ü. NN. Die Gemeinde grenzt im Norden an González im Departamento del Cesar sowie an  Teorama, Convención und El Carmen, im Westen an Río de Oro im Cesar, im Süden an Ábrego sowie an San Martín und im Osten an San Calixto, La Playa de Belén und Ábrego.

## Bevölkerung
Die Gemeinde Ocaña hat 101.158 Einwohner, von denen 92.182 im städtischen Teil (cabecera municipal) der Gemeinde leben (Stand: 2019).

## Geschichte
Ocaña wurde 1570 vom spanischen Konquistador Francisco Fernández de Contreras gegründet und befindet sich seit 1573 an heutiger Stelle. Seit 1575 hat Ocaña Stadtrecht. Die Stadt war eine der ersten, durch die Simón Bolívar bei seinem Unabhängigkeitsfeldzug kam. Während des Unabhängigkeitskampfes war Ocaña 1824 kurzfristig Hauptstadt der Republik und beherbergte 1828 die Convención de Ocaña, eine verfassunggebende Versammlung.

## Wirtschaft
Die wichtigsten Wirtschaftszweige von Ocaña sind Landwirtschaft, Rinderproduktion und Teichwirtschaft, wobei insbesondere Zwiebeln, Bohnen und Tomaten angebaut werden.